# Сцелидозавр
Сцелидозавр (лат. Scelidosaurus) — род динозавров из подотряда тиреофор, живших во времена ранней юры (199,3—182,7 млн лет назад) на территории современной Англии. Включает единственный типовой вид — Scelidosaurus harrisoni.

## История изучения
Первые ископаемые остатки были найдены в 1850-х годах Джеймсом Харрисоном в карьера под названием Чёрные скалы, между Чармутом и Лайм-Реджисом, в графстве Дорсет, в аргиллитовых морских отложениях формации Чармут, относящихся к синемюрскому ярусу. Помимо динозавра, в отложениях были найдены окаменелости морских животных, таких как аммониты и ихтиозавры. Точно не известно, каким образом сухопутный динозавр оказался в морских отложениях (предполагается, что мертвая туша животного была смыта в море и была засыпана слоями песка). Данная находка позволяет учёным получить редкую информацию о фауне, которая была распространена в времена раннего юрского периода на островах Европы (в тот период территория нынешней Западной Европы находилась под водами моря и представляла собой разрозненные островки).
Scelidosaurus был описан в 1861 году сэром Ричардом Оуэном на основе черепа и разрозненных фрагментов костей, при этом не указав голотип. В 1888 году Ричард Лидеккер, каталогизируя окаменелости, определил некоторые фрагменты задней конечности, описанные в 1861 году, экземпляр BMNH 39496 (состоящий из нижней части бедренной кости и верхней части большеберцовой и малоберцовой костей, вместе образующих коленный сустав), как типовой образец, тем самым косвенно выбрав их в качестве лектотипа. Причины такого выбора не указаны. В 1968 году Бернард Ньюман обнаружил, что вместе с окаменелостями сцелидозавра были примешаны частичные остатки тероподового динозавра, и, таким образом, бедренная и большеберцовая кости принадлежали плотоядному животному. В том же году Б.Х. Ньюман предложил, чтобы выбор Лайдеккером коленного сустава в качестве лектотипа был официально отменен Международной комиссией по зоологической номенклатуре, поскольку, по его мнению, сустав принадлежал виду, родственному мегалозавру. После смерти Ньюмана, Алан Джек Чариг в 1992 году подал повторный запрос. В 1994 году Международная комиссия отреагировала положительно, решив, что череп и посткраниальный скелет, образец BMNH R.1111, будут неотипом сцелидозавра. Коленный сустав в 1995 году Сэмюэлем Уэллсом и соавторами был неофициально присвоен "Merosaurus", название которого еще официально не опубликовано.
Другие фрагменты, описанные Оуэном, как принадлежащие молодым особям Scelidosaurus, позже были отнесены к гипсилофодонту. В то же время, посткраниальный скелет был обнаружен и описан Оуэном в 1862 году. Он назвал вид Scelidosaurus harrisonii, в честь его первооткрывателя — Д. Харрисона.
Эти окаменелости были единственными, принадлежащими роду Scelidosaurus, с момента открытия, и точная принадлежность к какой-либо из групп динозавров оставалась неопределённой. Характерные костные щитки, покрывавшие тело, указывают на тесную связь с другими птицетазовыми динозаврами, такими как стегозавры, анкилозавры. Первоначально он считался примитивным стегозавром, анкилозавром, базальным орнитоподом, а затем вообще считался примитивным видом птицетазовых динозавров. Второй череп, ранее описанный как принадлежащий молодой особи Scelidosaurus, может на самом деле принадлежать гипсилофодонту. Щитки, найденные в формации Кайента (Kayenta Formation; синемюр—плинсбах) в штате Аризона, были так же отнесены к Scelidosaurus, что могло свидетельствовать о большом географическом распространении данного рода, однако это отождествление было поставлено под сомнение.
Неопределённость в отношении находок снизилась за последнее десятилетие во многом благодаря тому, что исходный образец, описанный Оуэном, может быть изучен на молекулярном уровне (Норман, 1996). Кроме того, были найдены новые образцы Scelidosaurus, начиная с 1990-х годов. Дэйв Мартилл описал два из них в 1991 и 2000 годах. Первый достаточно полный скелет в том числе с фрагментами черепа был найден в 1985 году около деревни Чармут. Второй состоит из набора восьми сочленённых позвонков хвоста и был приобретён в 1998 году из частной коллекции после смерти его владельца, профессора Джона Чаллинра. Точной информации о их происхождении нет. Анализ останков указывает на то, что находки относятся к ранней юре (синемюр). Третий образец был собран в том же районе в 2000 году и приобретён у местного коллекционера окаменелостей, Дэвида Соле. Он был описан как наиболее полный скелет динозавра, когда-либо найденный в Великобритании.
Кеннет Карпентер в 2001 году отнёс род Scelidosaurus к базальным анкилозаврам. Однако, большинство последних филогенетических анализов, включая новый всеобъемлющий среди группы Ankylosauria, указывает на базальные позиции в составе тиреофор. Другие рода, тесно связанные с ним — Scutellosaurus lawleri из формации Кайента и Emausaurus ernsti, найденный в Германии (тоарский ярус). Tatisaurus oeheleri из формации Луфэн в провинции Юньнань может быть также близким родом, хотя из-за фрагментарности остатков нет возможности говорить об этом с уверенностью. То же самое можно сказать и о Bienosaurus lufengensis из той же формации, известном по фрагментам черепа, и Lusitanosaurus liasicus из ранней юры Португалии, также известном по нескольким фрагментам черепа и зубов.

## Описание
Scelidosaurus представлял собой растительноядного динозавра, который достигал 4 метров в длину. Обладал относительно длинной шеей в сравнении со стегозаврами и анкилозаврами. Вероятно, передвигался на четырёх конечностях, также не исключена возможность, что он был в состоянии стоять на задних лапах. Для него был характерен так называемый гравипортальный тип локомоции, когда животное из-за большой массы тела передвигается медленно и не способно к быстрому бегу. Этот ящер старше стегозавров и анкилозавров, и, возможно, относится к их предкам, потому что его кожа несёт несколько костных пластин (остеодерм). Правда, эти пластины намного мельче, чем у описанных групп динозавров, но сходство несомненно. Они покрывали тело животного, и вероятнее всего служили для защиты от хищников. Некоторые пластины сжаты с боков, другие почти конические, шиповидные. 